# Sólo para tus ojos (libro de relatos)
Para otros usos de este término, véase For Your Eyes Only.
Confidencial (llamada en otras ediciones Sólo para tus ojos) (For Your Eyes Only en inglés) es una colección de relatos escritos por el autor británico Ian Fleming, presentando al ficticio agente del servicio secreto británico James Bond; publicada por primera vez en forma de libro en el año 1960. Marca un cambio en el ritmo de Fleming, quien previamente había escrito novelas extensas, donde desarrollaba a su personaje.
La colección contiene cinco relatos: "De una ojeada a una cacería", "Sólo para tus ojos", "Cantidad de consuelo", "Risico" y "La rareza de Hildebrand". Cuatro de las historias eran adaptaciones de argumentos para una serie de televisión que nunca fue filmada, mientras que la quinta había sido escrita anteriormente por Fleming pero no había sido publicada. Fleming realizó algunos experimentos menores con el formato, incluyendo un relato escrito como un homenaje a W. Somerset Maugham, un autor que admiraba enormemente.
Elementos de las historias se han utilizado en un número de la serie de películas de James Bond de Eon Productions, incluyendo la película de 1981 Sólo para sus ojos, protagonizada por Roger Moore como James Bond. La película utiliza algunos elementos y personajes de los cuentos "Sólo para tus ojos" y "Risico". Parte del título original en inglés de "De una ojeada a una cacería", "From a View to a Kill" también dio parte de su título (pero sin personajes ni elementos de la historia) a la decimocuarta película Bond, A View to a Kill (1985), mientras que elementos de la historia de "La rareza de Hildebrand" fueron utilizados en la decimosexta película de Bond, Licencia para matar (1989). El título original en inglés de "Cantidad de consuelo", "Quantum of Solace" se utilizó como título para la vigesimosegunda película Bond.

## Historias Cortas
A finales de 1950, CBS hizo una oferta a Fleming para que escribiera 32 episodios, en un periodo de dos años para un show televisivo basado en el personaje de James Bond. Este trato avanzó luego del suceso que en 1954 logró la adaptación para TV de Casino Royale en un episodio de la serie Climax! de la cadena de televisión CBS. Fleming garantizó el trato y comenzó a escribir tres guiones para la serie, sin embargo, CBS posteriormente abandonó la idea.
En 1959 Fleming reunió sus guiones y los hizo novela para una colección que originalmente llamó "The Rough With The Smooth" ("Lo áspero con lo suave"). El título se cambió para su publicación a "For Your Eyes Only" ("Sólo para tus ojos") y se editó con el subtítulo de "Five Secret Occasions in the Life of James Bond" (Cinco Ocasiones Secretas en la vida de James Bond). En América el subtítulo se cambió a "Five Secret Exploits of James Bond" ("Cinco Hazanas Secretas de James Bond"). En ediciones posteriores el subtítulo fue excluido.
Fuera de las cinco historias escritas en el libro, dos fueron adecuadas en adición a las líneas previas que Fleming había diseñado para los episodios televisivos.
La primera, "La rareza de Hildebrand" fue originalmente publicada en la revista Playboy de marzo de 1960. De este cuento fue tomado el personaje de Milton Krest, para la película de 1989 Licencia para matar.
La segunda historia "Cantidad de consuelo", fue una pieza experimental previamente escrita para ser publicada en la edición de mayo de 1959 de la  Cosmopolitan Magazine, esta historia en realidad no contiene elementos del agente secreto, combinado esto con un título que probablemente confundiera al público; aquí Bond sólo aparece en el trasfondo del cuento.
De estas dos historias no se han tomado elementos para las películas Bond, de igual modo que con "007 en New York" hasta el momento.
Las restantes tres historias se encontraban previamente escritas en estado de guion televisivo. La historia "Sólo para tus ojos", sería el tercer episodio en la serie de TV, titulado en principio  "Man's Work", y más tarde "Rough Justice" y "Death Leaves an Echo" hasta que finalmente quedó "Sólo para tus ojos". "Risico", originalmente sería titulada como "Risico" y de "Sólo para tus ojos", se hizo una adaptación cercana para la película del mismo nombre de 1981.

## Argumento

### Cantidad de consuelo
Tras realizar una misión, Bond es recibido como huésped del Gobernador de Las Bahamas, donde es invitado a una cena junto con una pareja de mediana edad. Notando su visible aburrimiento, al culminar la cena y ya a solas el gobernador le narra en confianza una historia terrible de desamor y crueldad entre una joven pareja de conocidos suyos. Él había sido empleado de la Gobernación de una colonia africana, ella una chica bonita pero tonta. El matrimonio sufre por dificultades económicas, ella se cansa de la relación y lo engaña descaradamente con cierto playboy rico de la isla. Él soporta la infidelidad y los maltratos hasta cierto punto, luego la deja sin dinero y en total abandono y regresa a África. Concluye que, en las relaciones de pareja, hay cierta cuota de cariño o consuelo que siempre debe conservarse, o de lo contrario la relación se deteriora irremisiblemente. Añade como cereza de la torta que la mujer de su relato es la dama de mediana edad que los acompañó en la cena, y que ya consiguió otra pareja. Bond le agradece el relato porque le dio interés a la velada.
"Cantidad de consuelo" no cuenta con adaptación cinematográfica, pero su nombre original "Quantum of Solace" es utilizado para dar título a la 22ª película oficial de 007, Quantum of Solace.

### De una ojeada a una cacería
De regreso de una misión, Bond es invitado a "sumergirse" en una misión de la OTAN por una bella militar. En cierto punto de la carretera de Marsella un correo de la OTAN es asesinado y su correspondencia secreta robada. Bond decide echar una ojeada al asunto antes de regresar a Londres, pero descubre que aparentemente el correo ha sido liquidado por la espalda por un sicario disfrazado de correo aliado. Interrogando por novedades en las cercanías, descubre que una colonia de gitanos estuvo en un bosque cercano no hace mucho tiempo y luego al parecer se marchó. Al inspeccionar los alrededores, descubre raspaduras causadas por el pedal de una motocicleta justo en un árbol del bosque. Se camufla y espía todo el día siguiente el bosque para observar como un espía disfrazado de correo sale nuevamente de una base subterránea a patrullar el camino en busca de víctimas. Decide hacerse pasar por correo en el siguiente envío, mata al infiltrado y luego con un pelotón de la OTAN invade la madriguera y acaba con los espías rusos. Siempre queda tiempo luego para estrenar la base ganada con la bella cabo.
Adaptación cinematográfica: Panorama para matar (sólo es utilizado el título).

### Sólo para tus ojos
Un jerarca nazi, von Hammerstein, asilado en Cuba pretende extender sus dominios a la fuerza asesinando a una pareja de ancianos ingleses, el coronel Havelock y su esposa, que se opusieron a venderle sus posesiones. Sin embargo, no contaban con la furia vengadora de su hija, Judy Havelock, experta arquera. James Bond es enviado a averiguar los nexos de este criminal de guerra la temible policía secreta cubana de Seguridad del Estado, conformada por los esbirros de Batista. Se encuentra con la vengadora cuando se disponía a espiar la guarida del nazi y pactan acabar con todos los asesinos. El rifle de Bond y el arco de la jovencita dan cuenta de todos los villanos. Luego, acabada la matanza, ambos se dan tiempo para el placer y el olvido.
Adaptación cinematográfica: Sólo para sus ojos.

### Risico
Risico es una extraña narración en la que Bond es enviado por el servicio Secreto en una misión para negociar con Kristatos, supuesto contrabandista menor y contacto de la CIA, para destruir en una operación el contrabando de la droga en Italia. Kristatos le informa a Bond que el hombre detrás de la mafia de la droga es Enrico Colombo,y que debe asesinarlo para acabar con la mafia. La conversación es interceptada  y Bond es seducido por una bella mujer, la condesa Von Baum, para ser después ser capturado y llevado a bordo de la nave de Colombo, la Colombina. Colombo le informa a Bond que Kristatos es realmente un agente doble, que finalmente trabaja para los rusos y es en realidad el hombre detrás del contrabando de la droga. Colombo le propone a Bond una incursión al almacén de Kristatos, donde lo sorprenden junto a sus hombres en pleno envío de drogas. Durante el tiroteo, Kristatos huye, sólo para ser liquidado por Bond. Risico significa "riesgo" o "mal agüero" en italiano.
Risico no cuenta con adaptación cinematográfica, sin embargo su historia es incluida en la película Sólo para sus ojos.

### La rareza de Hildebrand
En un viaje de placer a bordo del yate del egocéntrico y matonesco millonario yanqui Milton Krest, Bond observa los sucesivos maltratos que el viejo ricacho inflige a su bella esposa y a su criado, obsesionado por un delicado ejemplar marino denominado La rareza de Hildebrand. Bond presencia como Krest finalmente logra pescar la rareza, golpea a su mujer y se embriaga para celebrarlo. Por la noche, escucha ruido de forcejeos y al día siguiente descubre que Krest aparentemente cayó borracho al agua y se ahogó. Sin embargo, encuentran la rareza de Hildebrand en su boca. Una mirada de reojo entre la esposa y el criado le descubre la realidad del asesinato de ambos seres oprimidos, aliados por su libertad. Bond decide guardar silencio.
"La rareza de Hildebrand" no cuenta con adaptación cinematográfica, sin embargo elementos de su historia aparecen en las películas Licencia para matar y Spectre.
- Datos: Q161191